# Time 100
Time 100 (TIME 100) — щорічний список 100 найвпливовіших людей у світі за версією американського журналу Time. Вперше опублікований в 1999 році як результат дискусії серед американських учених, політиків і журналістів, з 2004 року список став щорічним. Остаточний список впливових особистостей обирається виключно редакторами Time, номінації надходять від Time 100 alumni і міжнародної команди журналу.

## Історія створення
Історія списку почалася з дискусії на симпозіумі у Вашингтоні 1 лютого 1998 року. Вперше він був опублікований в 1999 році, коли журнал Time назвав 100 найвпливовіших людей 20-го століття. Оцінивши популярність цього проекту, в 2004 році журнал Time вирішив зробити його щорічним, створюючи список найбільш впливових людей поточного року.

## Формат проведення
Остаточний список впливових осіб затверджується редакторами Time за заявками, надісланими співробітниками журналу впродовж року. Лише переможець опитування серед читачів (англ. The Reader's Poll), проведеного за день до опублікування офіційного списку, вибирається громадськістю.
Персони, що потрапили в список, діляться на 5 категорій:
- «Лідери і революціонери» (англ. Leaders & Revolutionaries)
- «Будівельники та магнати» (англ. Builders & Titans)
- «Знаменитості у світі мистецтва та розваг» (англ. Artists & Entertainers)
- «Вчені та мислителі» (англ. Scientists & Thinkers)
- «Герої і кумири» (англ. Heroes & Icons)

Хоча занесення до списку вважається за честь, редакція журналу наголошує, що провідним критерієм включення в список є ступінь впливу на події в світі незалежно від характеру цього впливу (позитивного чи негативного).

## Представництво України
До рейтингу «Time 100 Next» 2022 року увійшло троє українців.
До рейтингу «Time 100 Next» 2023 року увійшло чотири українки.